# Сергієнко Людмила Борисівна
Людмила Борисівна Сергієнко (17 грудня 1945, Луганськ) — оперна співачка (лірико-драматичне сопрано), педагог. Заслужена артистка УРСР (1975). Народна артистка РРФСР (1985). Дружина оперного співака і педагога Владислава Аркадійовича Верестникова.

## Життєпис
Людмила Борисівна Сергієнко народилася 17 грудня 1945 року в Луганську. Закінчила Луганську дитячу музичну школу № 1 та Луганське музичне училище (1964, клас фортепіано).
Навчалася на підготовчому відділенні (1965) Харківського державного інституту мистецтв ім. І. П. Котляревського (нині — Харківський національний університет мистецтв імені І. П. Котляревського). потім — на вокальному факультеті цього інституту, який закінчила 1971 року (клас сольного співу професора Т. Я. Веске, клас камерного співу професора І. М. Полян).
Володіла красивим голосом широкого диапазону, відзначалася винятковою музикальністю і артистизмом.
У 1971 році дебютувала на сценіі Харківського академічного театру опери та балету імені М. В. Лисенка, була солісткою-вокалісткою цього театру (1974—1977).
1972 року стажувалася у Великому театрі (Москва), 1973 — в італійському театрі Ла Скала (Мілан).
У 1977—1996 рр. — солістка Великого театру. Проводила концертну діяльність, гастролювала за кордоном (Італія, Данія, Німеччина), В її репертуарі — твори М. Лисенка, Я. Степового, українські народні пісні.
Співачка брала участь у міжнародних конкурсах музикантів-виконавців.
Від 1992 року — професор кафедри вокального мистецтва і оперної підготовки Московського державного інституту музики імені А. Г. Шнітке. Викладає сольний спів, постановку голоса, камерний клас.

## Відзнаки
Лауреатка Всесоюзного конкурсу вокалістів імені М. І. Глінки (ІІ премія, 1971), Міжнародного конкурсу музикантів-виконавців (ІІ премія, Женева, Швейцарія), V Міжнародного конкурсу імені П. І. Чайковського (ІІ премія та срібна медаль, 1974, перша премія не присуджувалася), Фестивалю молоді СРСР—НДР (1975).

## Вибрані оперні партії
- Тетяна, Настасья, Марія («Євгеній Онєгін», «Чародійка», «Мазепа» П. Чайковського)
- Сантуцца («Сільська честь» П. Масканьї)
- Амелія, Віолетта («Бал-маскарад», «Травіата» Дж. Верді)
- Тоска («Тоска» Дж. Пуччіні)
- Інга («Відроджений травень» В. Губаренка)
- Недда («Паяци» Р. Леонкавалло)
- Донна Анна («Кам'яний гість» О. Даргомижського)
- Земфіра («Алєко» С. Рахманінова)